# 门克硝化反应
门克硝化反应（Menke nitration）指在无机硝酸盐（硝酸铁或硝酸铜）与乙酸酐（或乙酰氯）的混合物作用之下，芳香族化合物发生硝化生成芳香硝基化合物。 这个方法适用于芳香醛、芳香酮、苯胺和苯酚的硝化。